# چسواف اسکونیچنی
چسواف اسکونیچنی (لهستانی: Czesław Skonieczny؛ ‏ [ˈt͡ʂɛs.waf]؛ ‏ ۷ ژوئیهٔ ۱۸۹۴ – ۲۷ مارس ۱۹۴۶) بازیگر اهل لهستان بود.
از فیلم‌هایی که وی در آن‌ها نقش داشته‌است، می‌توان به همسایه‌ها، پان تفاردوفسکی و همه مجاز به عشق ورزیدن هستند اشاره نمود.